# Bullone esplosivo

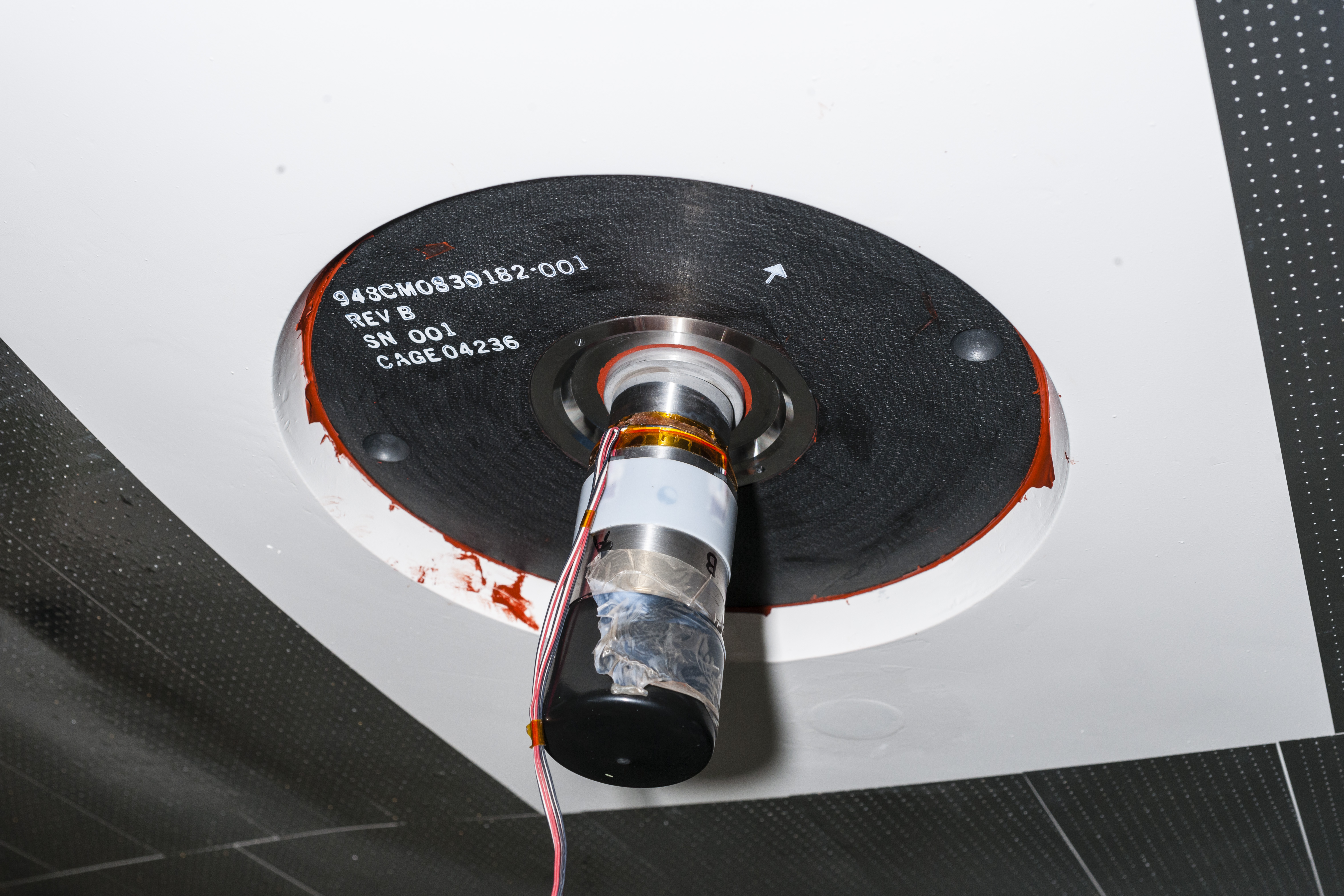
Bullone esplosivo in un modulo Orion.

Un bullone esplosivo è un dispositivo per fissare e all'occorrenza rilasciare all'istante due parti meccaniche. In pratica, si tratta di un bullone con del materiale esplosivo incorporato. Questa carica viene fatta esplodere da remoto, solitamente con un impulso elettrico, e ha la funzione di distruggere il bullone stesso. Distrutto quest'ultimo, infatti, le due parti precedentemente fissate tornano libere di separarsi.
Questo meccanismo di fissaggio e rilascio rapido è usato spesso in astronautica, ad esempio nella separazione degli stadi dei razzi vettori, in quanto più leggero e molto più affidabile dei fermi meccanici. Anche in aviazione trova largo impiego, per esempio per far saltare il tettuccio della carlinga in caso di emergenza.
Più recentemente, è possibile utilizzare diodi laser per far esplodere detonatori attraverso fibre ottiche.

## Esplosivi utilizzati

Schema del NASA standard detonator (NSD), che in combinazione con il NASA standard initiator (NSI) è il dispositivo standard utilizzato dalla NASA come chiusura pirotecnica fin dal Programma Gemini e poi negli Space Shuttle.

Nella costruzione dei bulloni esplosivi possono essere utilizzate varie miscele pirotecniche, a seconda delle necessità. Per esempio, il T4 sublima nel vuoto, ed è quindi inadatto per applicazioni spaziali.

### Composti esplosivi standard utilizzati dalla NASA
- Manganese / cromato di bario / cromato di piombo: miscela ritardata, usata per esplosioni in sequenza. Non produce gas.
- T4 / nitrocellulosa: inadatta per utilizzi nello spazio; il burn rate dipende dalla pressione. Produce gas.
- Boro / nitrato di potassio: stabile termicamente, burn rate indipendente dalla pressione; stabile nel vuoto. Produce gas.
- Zirconio / Perclorato di potassio: è il NASA standard initiator, (NSI); provoca un rapido aumento della pressione, produce poco gas ma emette particelle calde. È stabile termicamente e nel vuoto; si conserva a lungo. È sensibile all'elettricità statica.
- Azoturo di piombo: usato nei detonatori. Sensibile a sollecitazioni meccaniche (come gli urti e le frizioni) e all'elettricità statica. È stabile termicamente e nel vuoto, se non trattato con destrina.
- Hexanitrostilbene: usato nei detonatori, nelle cariche cave lineari e nelle masse esplosive. Non risente di stimoli esterni, tranne altre esplosioni. È stabile termicamente e nel vuoto. Detona a 6.705 metri al secondo.

## Utilizzo di bulloni esplosivi in veicoli spaziali abitati

### Programma Mercury

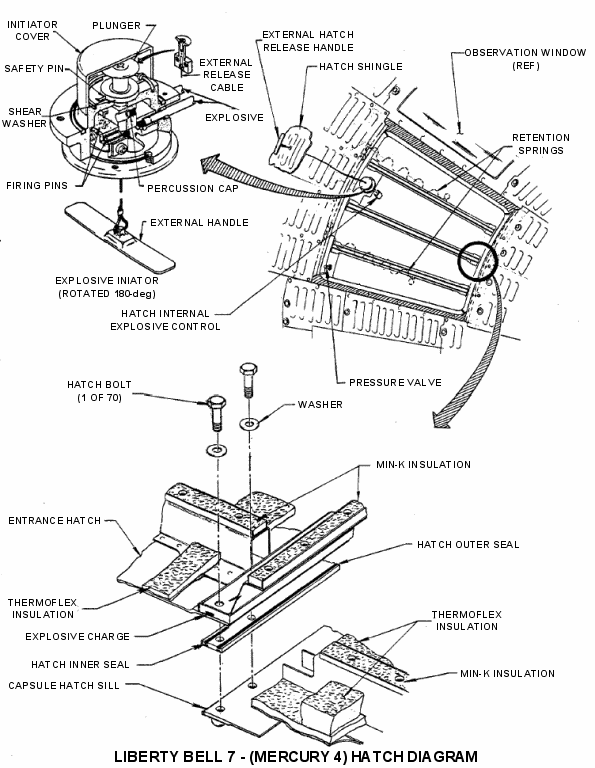
Schema del portello e relativi bulloni esplosivi della Liberty Bell 7. (NASA)

Le capsule del programma Mercury hanno fatto uso di bulloni esplosivi nel portello d'entrata. Il loro innesco accidentale ha portato all'affondamento della capsula Liberty Bell 7, durante la missione Mercury-Redstone 4.
L'incidente della missione Mercury-Redstone 4
Il 21 luglio 1961 ebbe luogo la missione Mercury-Redstone 4, che prevedeva un volo suborbitale della capsula Liberty Bell 7. Il volo si svolse senza complicazioni, così come l'atterraggio in mare. A questo punto, però, le cariche dei bulloni esplosivi si attivarono accidentalmente, provocando l'apertura del portello d'ingresso della capsula. L'acqua incominciò a entrare, e l'astronauta Virgil Grissom fece appena in tempo a uscire che la Liberty Bell 7, nonostante i tentativi degli elicotteri di recupero, si inabissò nell'Oceano Atlantico.

### Programma Apollo
Nel programma Apollo non si fece uso di bulloni esplosivi per il loro rischio di attivazione accidentale.
L'incidente dell'Apollo 1
Il 27 gennaio 1967 la navicella Apollo 1 venne distrutta dal fuoco in un'esercitazione: una scintilla innescò una combustione che, complice l'atmosfera pressurizzata di ossigeno, si propagò rapidamente. In 17 secondi uccise i tre membri dell'equipaggio (Grissom, White, Chaffee), che non fecero in tempo a uscire.
La compagnia che produsse il modulo di comando, la North American Aviation, aveva originariamente suggerito un portellone in grado di aprirsi in caso di emergenza grazie a dei bulloni esplosivi, come nel Programma Mercury. Questa proposta venne però respinta dalla NASA a causa del rischio di apertura accidentale di un simile portellone, come effettivamente successo nella missione Mercury-Redstone 4. Il portellone venne quindi ridisegnato in modo da potersi aprire in meno di dieci secondi senza l'uso di bulloni esplosivi. Questo fu realizzato anche grazie a una bombola di azoto in pressione, che in caso di emergenza poteva essere rilasciato nel meccanismo di apertura.

### Programma Gemini
Nel Programma Gemini si fece uso dei NASA standard detonator.

### Space Shuttle
Lo Space Shuttle ha fatto uso del NASA standard detonator (NSD) per fissare i Solid Rocket Booster alla Mobile Launcher Platform e al serbatoio esterno.